# Brithura sancta
Brithura sancta är en tvåvingeart som beskrevs av Alexander 1929. Brithura sancta ingår i släktet Brithura och familjen storharkrankar. Inga underarter finns listade i Catalogue of Life.